# 胡利亞伊波萊
胡利亚伊波莱（羅馬化：Huliaipole，發音：[ɦʊlʲɐjˈpɔle]），又按俄语读音译为古利亚伊波列、古利艾波列，是乌克兰東南部扎波羅熱州波洛希區胡利亚伊波莱市镇内的城市及该市镇的行政中心，2020年7月18日前为胡利亞伊波萊區的行政中心。該市距離州府扎波罗热98公里，始建於1785年，面積23.1平方公里，海拔高度109米，2022年人口数量为12,786人。
2022年，俄羅斯全面入侵烏克蘭，俄军于2022年3月15日攻至该地附近，该市亦遭俄国炮轰，民房和基础设施受损严重。3月26日，乌克兰军队宣佈收复了该市以东的波尔塔夫卡村和马利尼夫卡村。
2024年4月1日，该市的主要橋樑被俄罗斯空軍炸毁。

## 图集

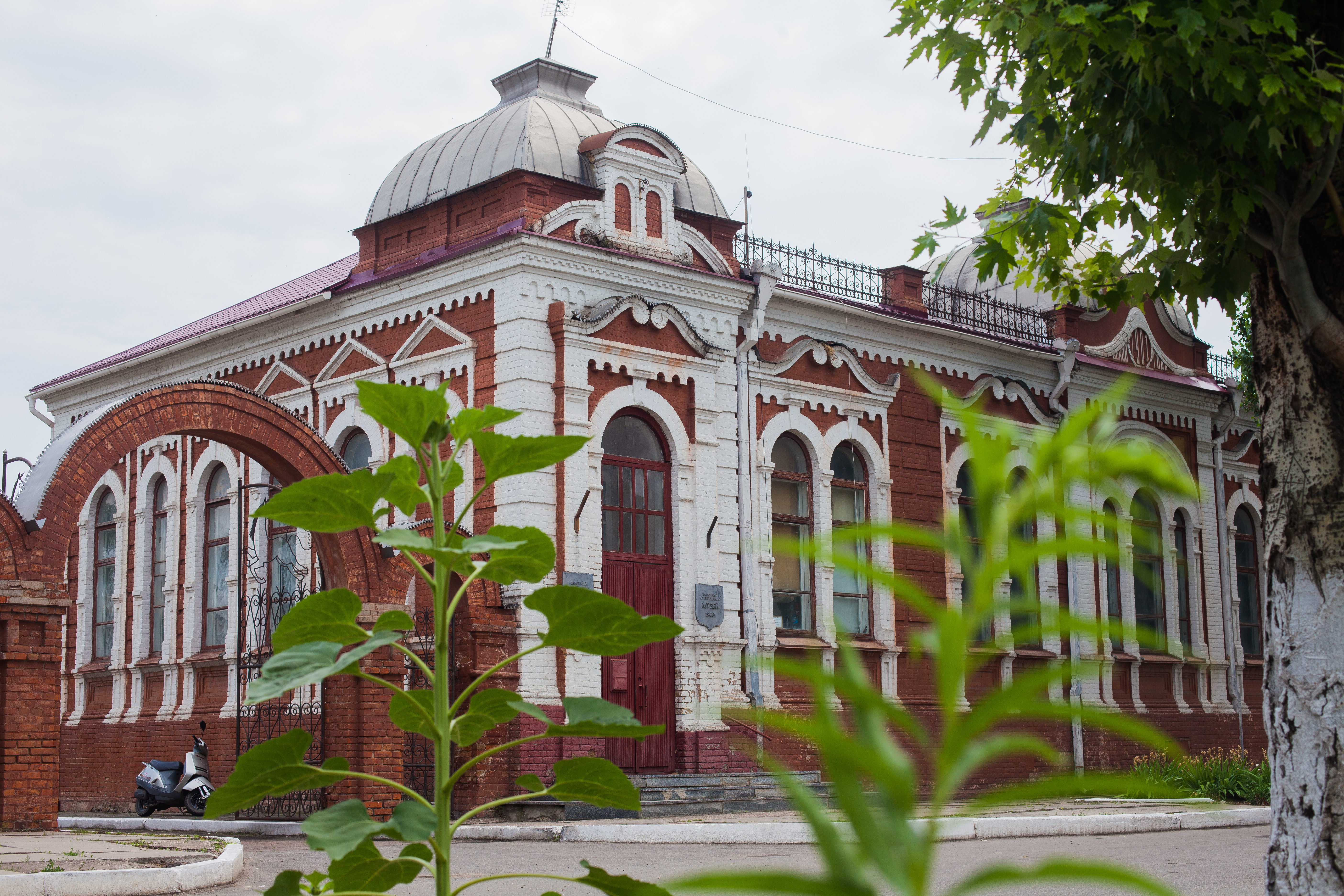
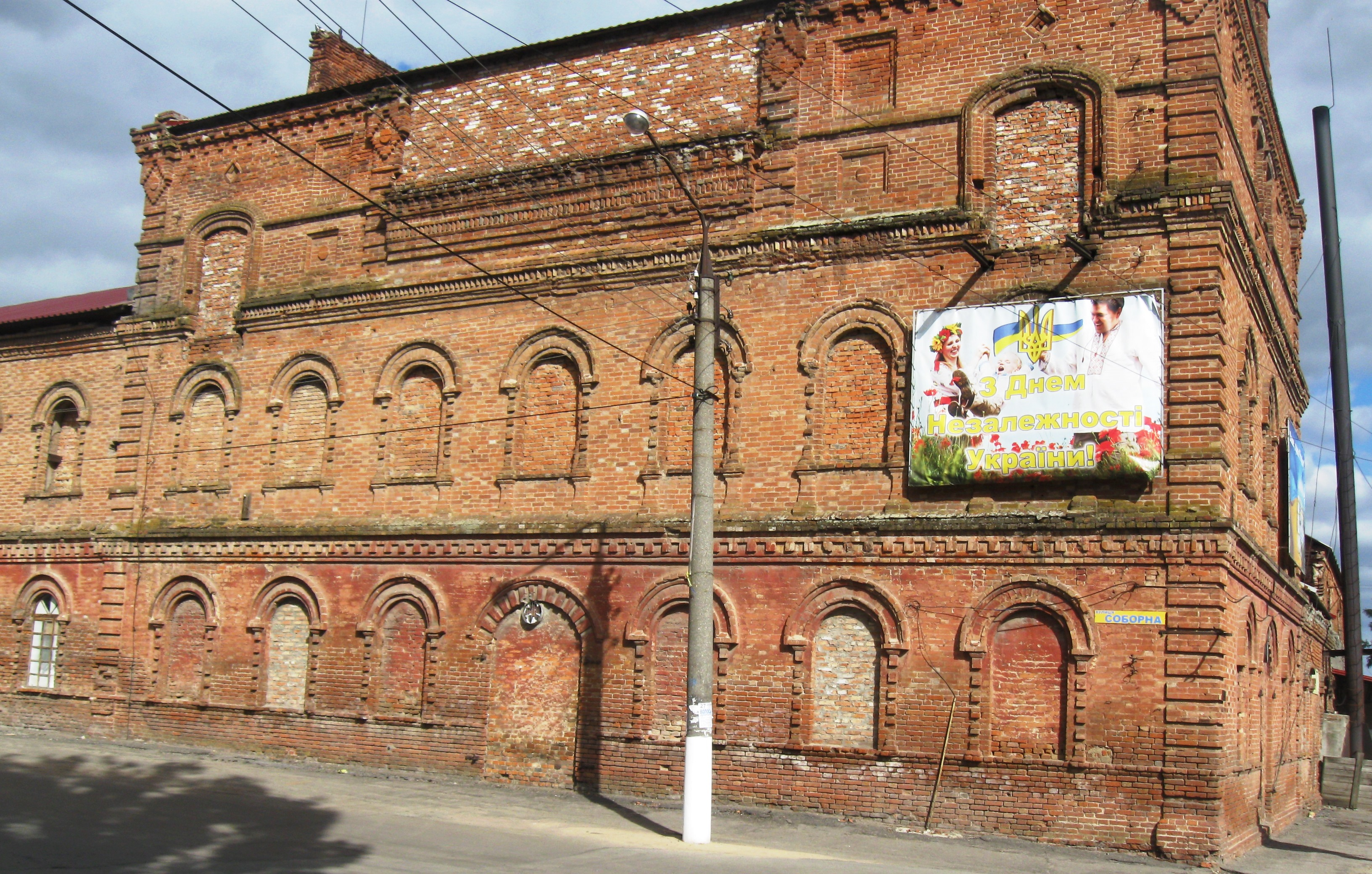
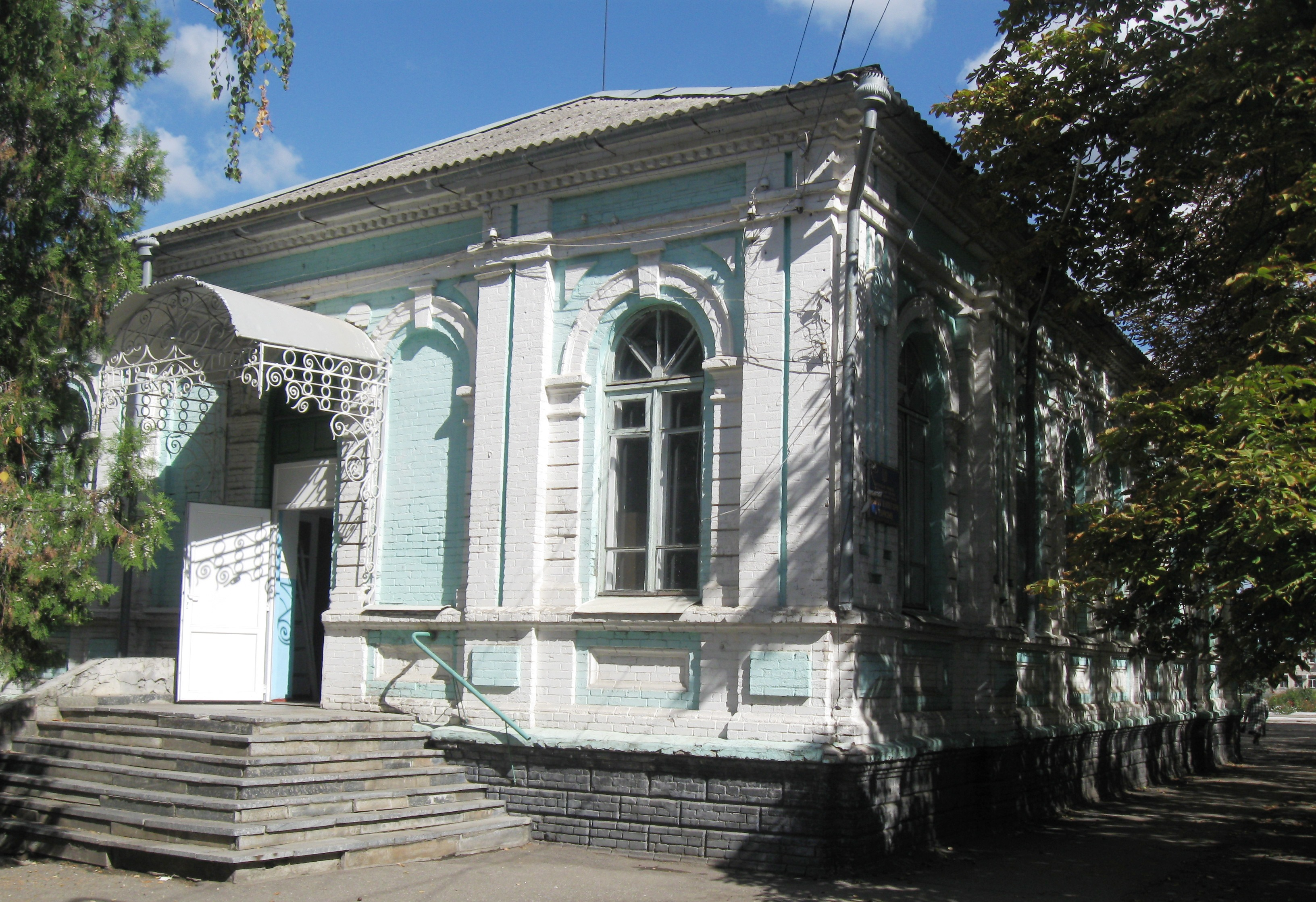
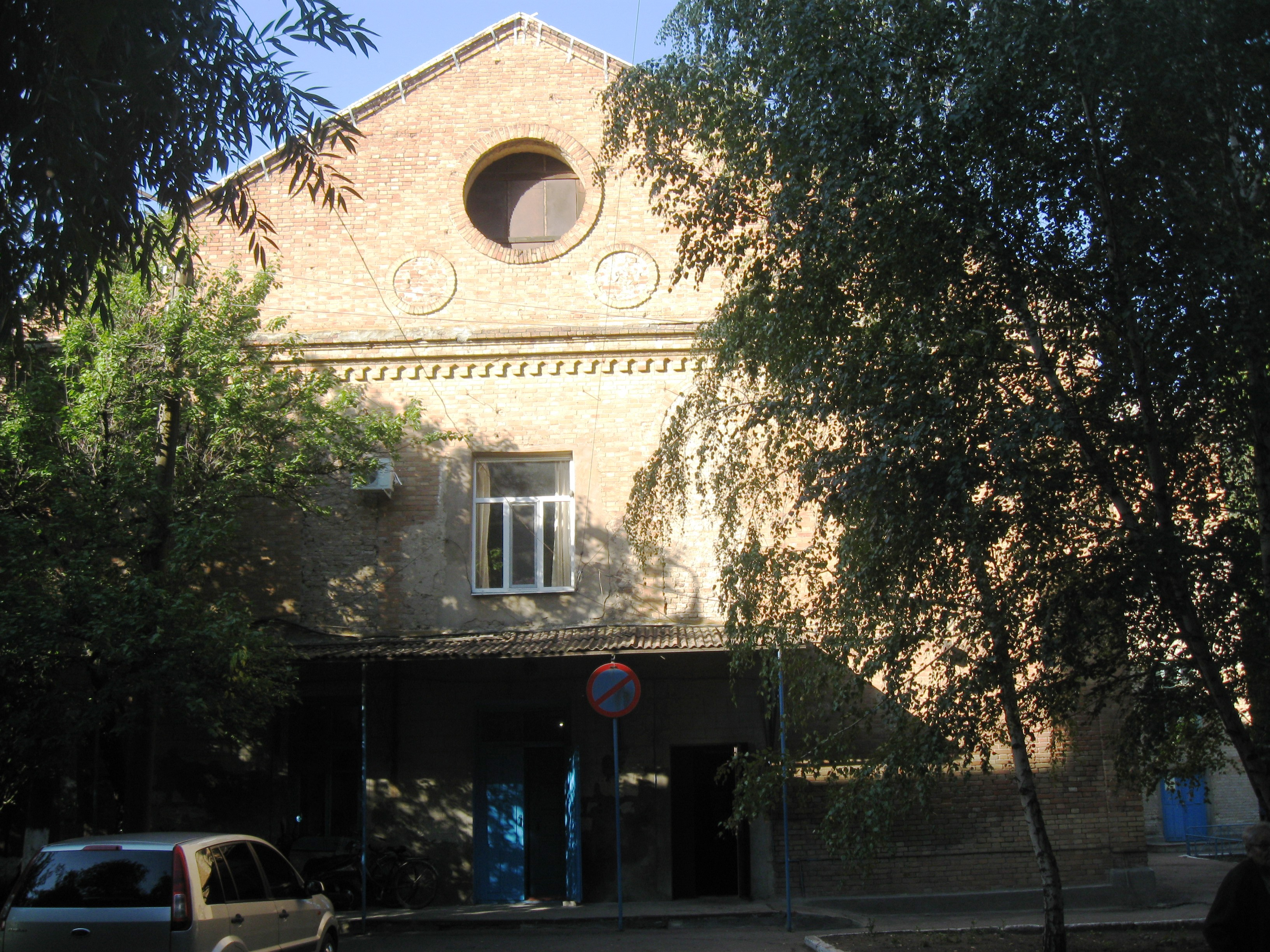
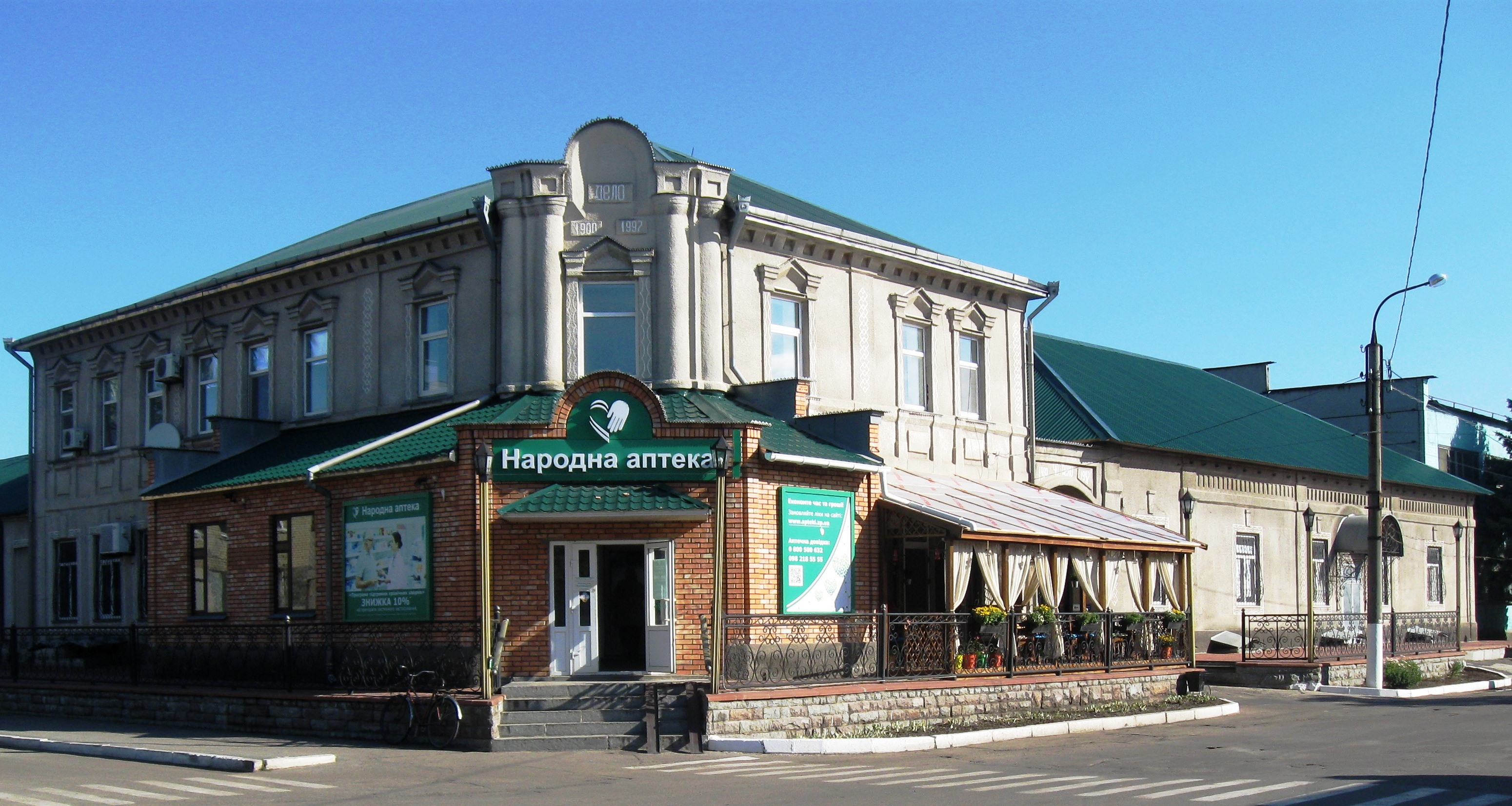
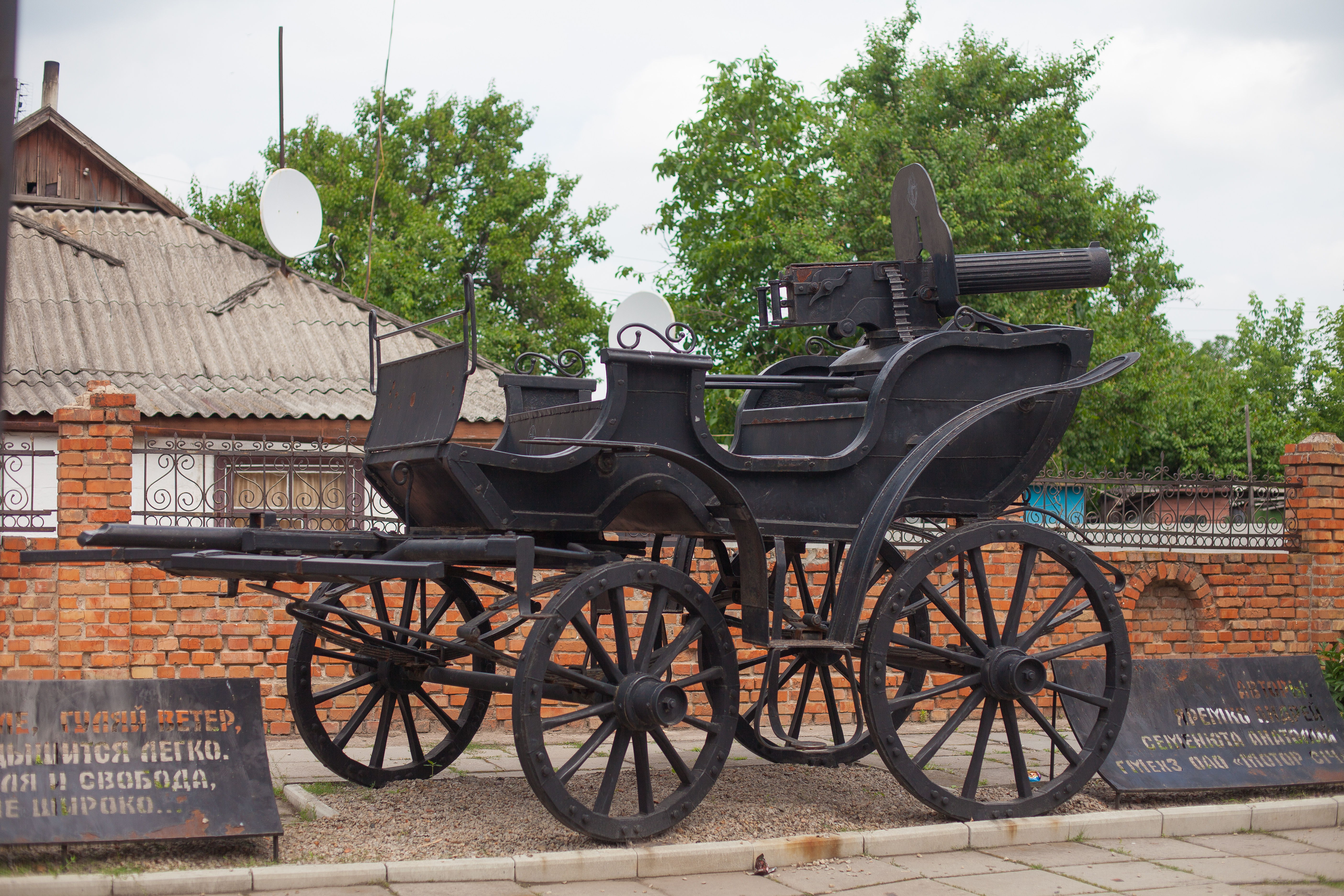
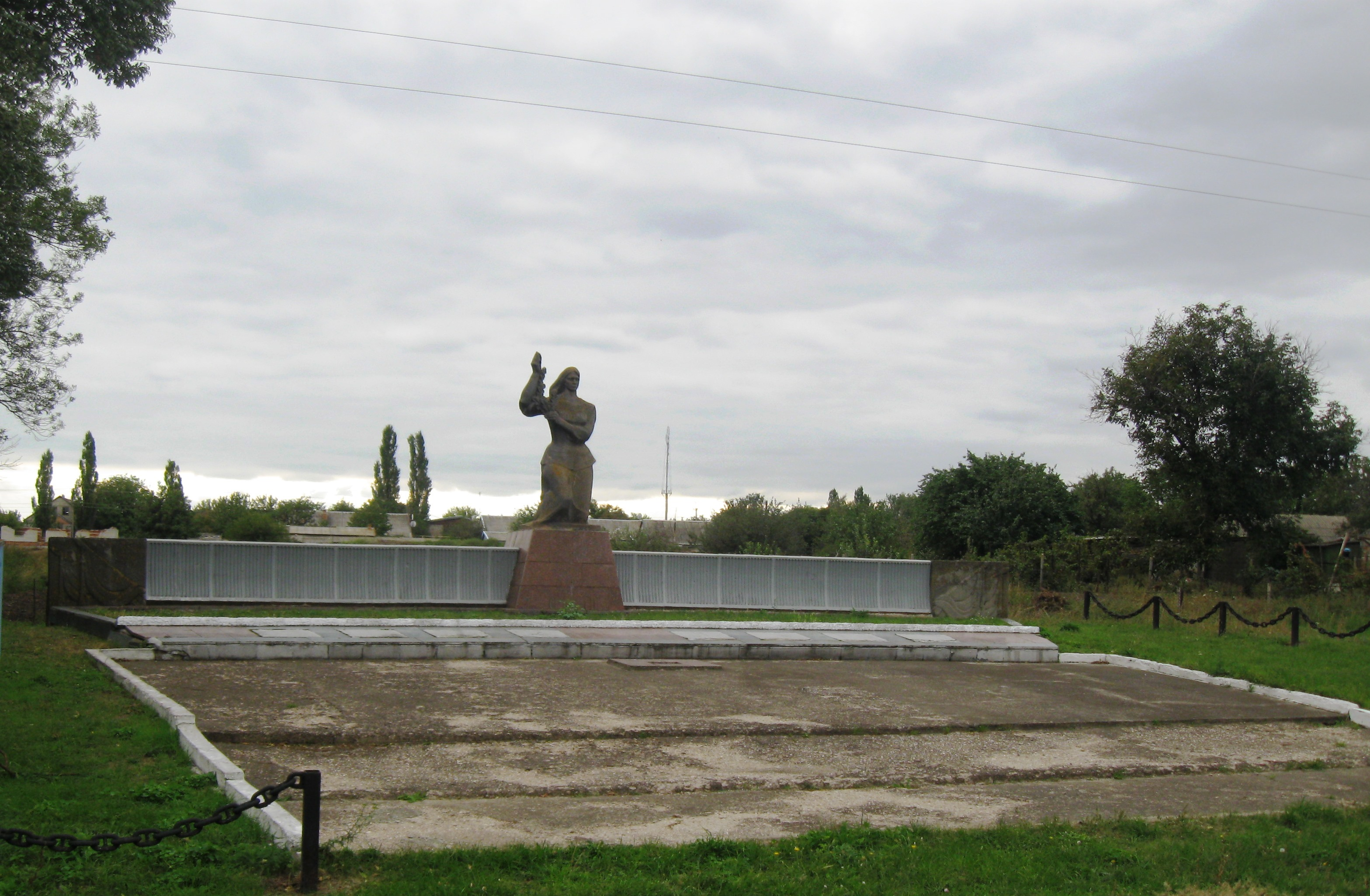
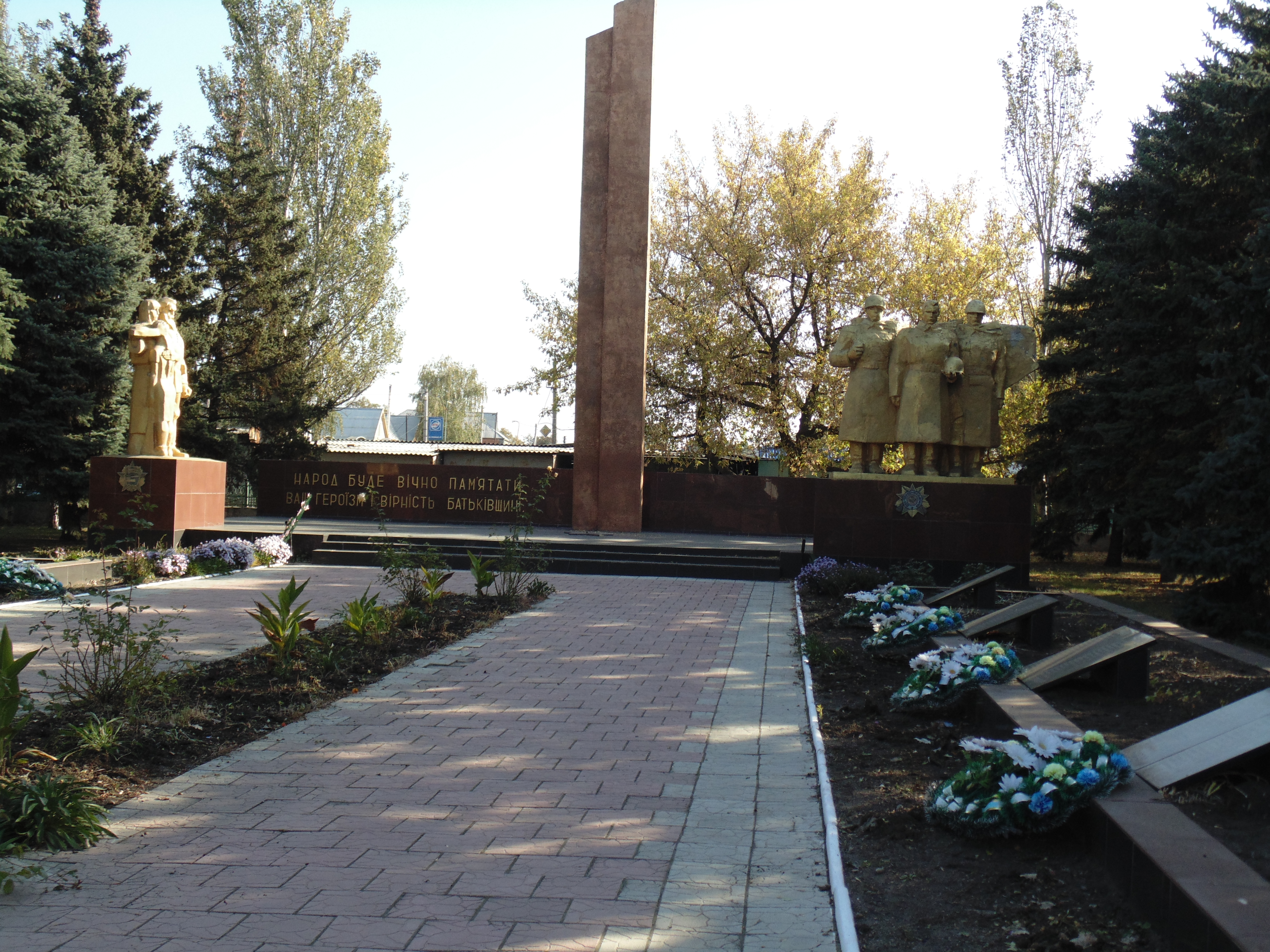
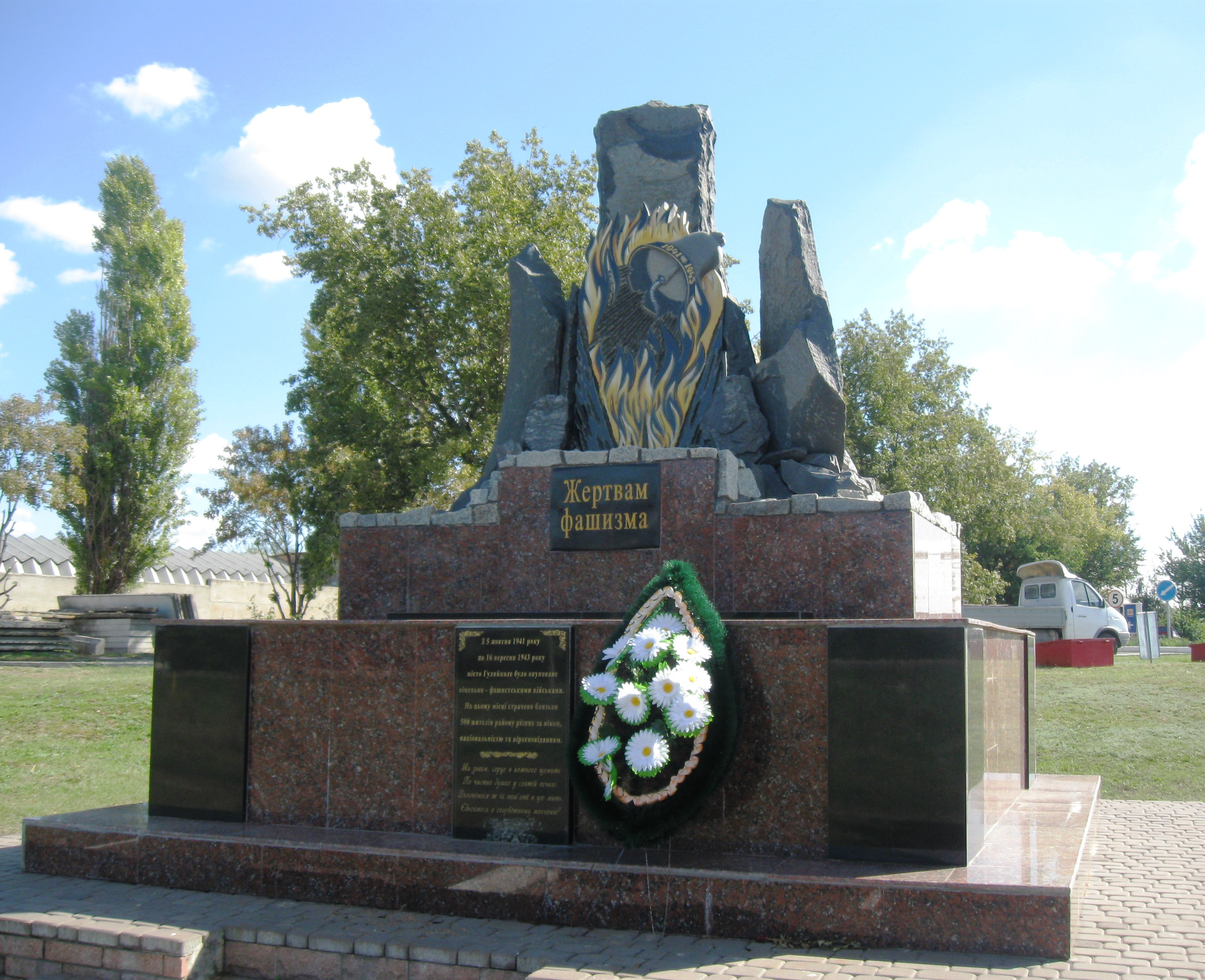
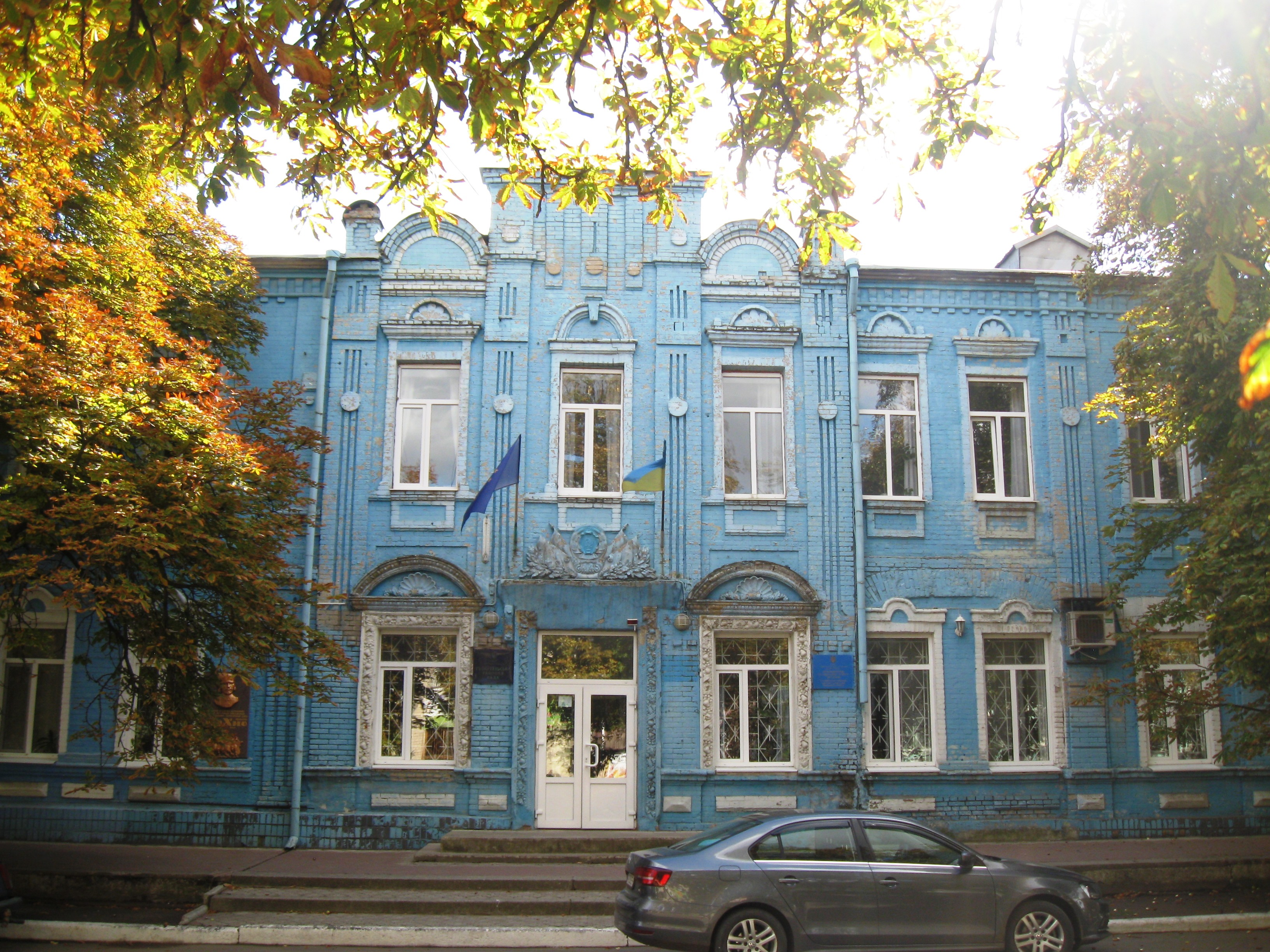
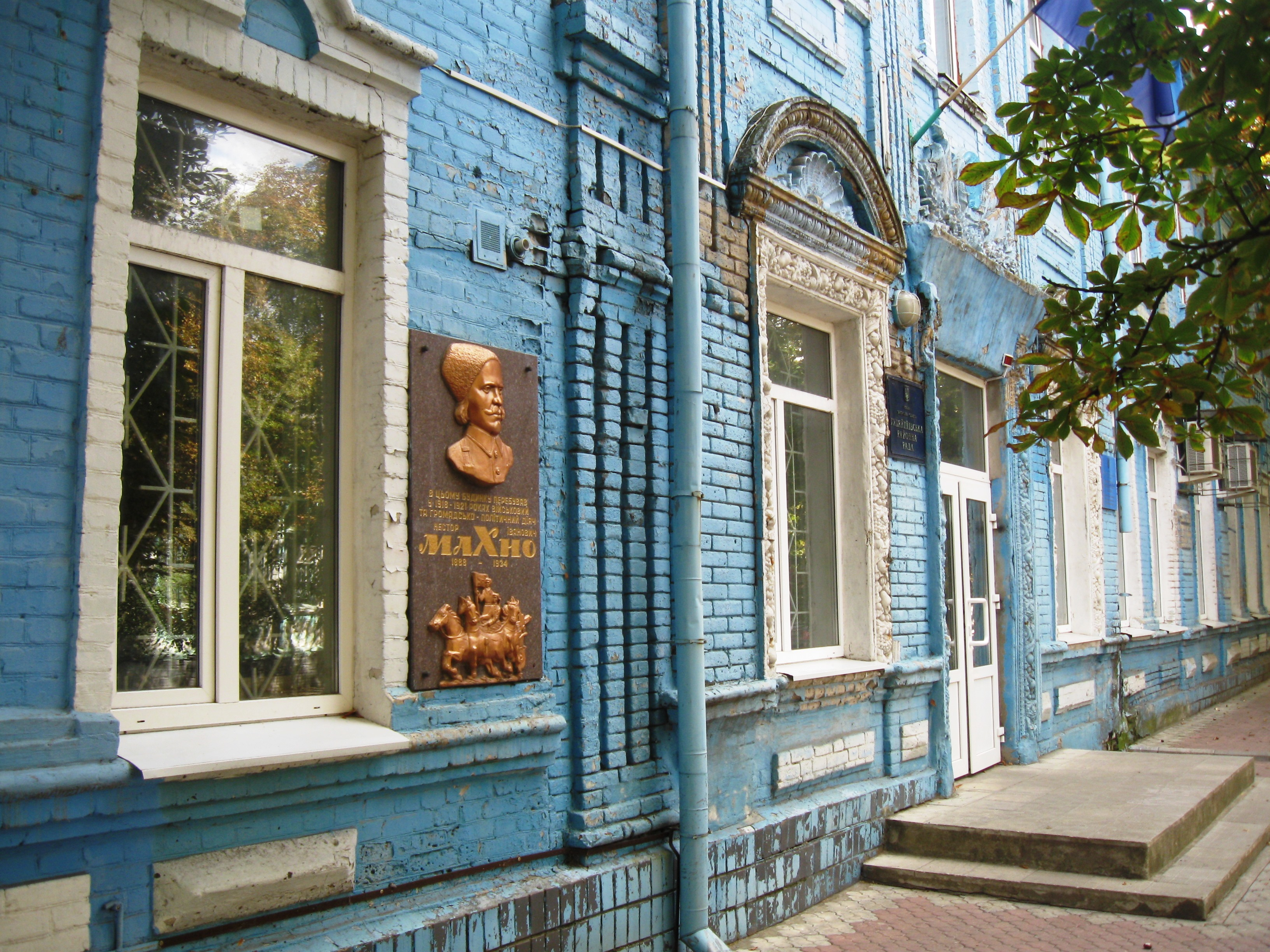
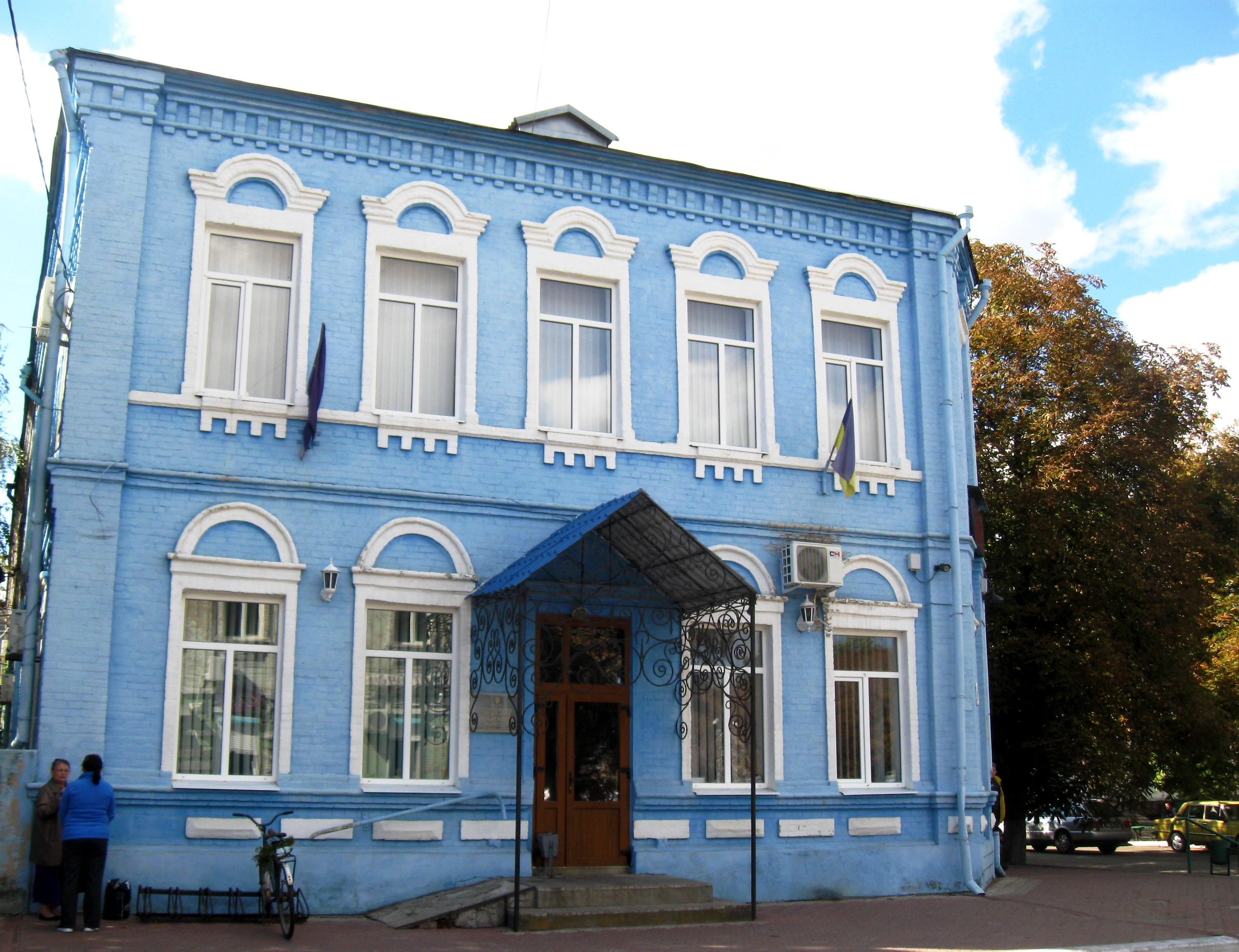

## 当地名人
- 內斯托爾·馬赫諾：乌克兰革命起义军领袖